# Puerta de Jaripitiro
Puerta de Jaripitiro är en ort i Mexiko.   Den ligger i kommunen Huaniqueo och delstaten Michoacán de Ocampo, i den centrala delen av landet, 260 km väster om huvudstaden Mexico City. Puerta de Jaripitiro ligger 2 007 meter över havet och antalet invånare är 484.
Terrängen runt Puerta de Jaripitiro är kuperad åt sydost, men åt nordväst är den platt. Runt Puerta de Jaripitiro är det ganska tätbefolkat, med 58 invånare per kvadratkilometer. Närmaste större samhälle är Coeneo de la Libertad, 7,9 km söder om Puerta de Jaripitiro. I omgivningarna runt Puerta de Jaripitiro växer huvudsakligen savannskog.